# 苏哈亚别廖佐夫卡农村居民点
苏哈亚别廖佐夫卡农村居民点（俄语：Сухо-Берёзовское сельское поселение）是俄罗斯联邦沃罗涅日州博布罗夫区所属的一个农村居民点。其下辖有1个居民点，行政中心为苏哈亚别廖佐夫卡。据2016年统计，该农村居民点的人口为1204人。